# جاكلين وايت
جاكلين وايت (بالإنجليزية: Jacqueline White)‏ هي ممثلة أمريكية، ولدت في 23 نوفمبر 1922 ببيفرلي هيلز في الولايات المتحدة.

## أعمال

### أفلام
- (1946) فتيات هارفي
- (1947) تبادل إطلاق النار

## وصلات خارجية
- جاكلين وايت على موقع IMDb (الإنجليزية)
- جاكلين وايت على موقع إن إن دي بي (الإنجليزية)
- جاكلين وايت على موقع قاعدة بيانات الفيلم (الإنجليزية)